# 高橋加奈
高橋 加奈（たかはし かな、1989年5月21日 - ）は、日本のモデル、女性タレント。元所属事務所は、エクセルヒューマンエイジェンシー。山形県出身。
ブログ発!タレント創出プロジェクト「BLOMO」の第1期生。

## 来歴
2009年度ミス湘南準優勝。2010年度のミス駒澤・準グランプリ。2012年駒澤大学経済学部経済学科卒業。

### 人物
- 趣味は、ストレッチ、長電話。
- 特技は、お菓子作り、陸上競技（100M山形県で優勝経験あり）、簿記。

## 出演

### TV
- 世界まる見え!テレビ特捜部 （日本テレビ）
- ランク王国
- ランキンドラマSHOW ナンバーワンダー

### WEB
- 映画「ICHI」WEB CM
- 東京スカイツリー名称投票促進WEB CM
- あっ!とおどろく放送局『レイパー佐藤のオタク天国』レギュラー出演
- あっ!とおどろく放送局『格闘ファイティングサーキット』レギュラー出演
- ディッキーズ公式WEBサイト　第2代ディッキーズガール
- 通販サイト『dear girl』出演
- ALOOK　公式WEBモデル

### ポスター
- 総務省明るい選挙委員会主催「ケータイ・ジャーナリスト・コンテスト」ポスターモデル

### イベント
- 新タワー建設着工&東京スカイツリー名称決定記念イベントゲスト出演

### PV
- ウェラジャパン「バイオタッチ」企業用販促PV
- king-k　PV出演

### 雑誌
- bea's up「美道」レギュラー（2009年2月終了）
- CUTiE
- キラリ
- WOOFIN' GIRL
- じゃらん
- Fine
- CanCam
- with
- デ☆ビュー
- チープシック
- MEN'S NON-NO
- DIME
- MYベストヘア
- ウォータースポーツマガジン(表紙)
- UNI.T
- S Cawaii!
- 恋するヘアベストカタログ
- ヘア&ビューティー
- WOOFIN'
- GINGER
- 週刊SPA!
- 光通信広告モデル

### モバイル
- モバイルサイト 携帯ヤングマガジン「裏ヤンマガ」
- 美女暦×JRA
- iPhoneアプリA.L.A.R.M kiss -morning kiss Chu♡Chu!!